# Лючэн
Лючэ́н (кит. упр. 柳城, пиньинь Liǔchéng) — уезд городского округа Лючжоу Гуанси-Чжуанского автономного района (КНР).

## История
В эпоху Южных и Северных династий, когда эти земли находились в составе государства Лян, в 537 году был создан уезд Лунчэн (龙城县). Во времена империи Тан в 621 году была создана Лунчжоуская область (龙州), в состав которой вошли уезды Лунчэн и Люлин (柳岭县). В 633 году область была расформирована, а уезд Люлин был присоединён к уезду Лунчэн. Во времена империи Сун в 1006 году уезд Лунчэн был переименован в Лючэн.
После вхождения этих мест в состав КНР в конце 1949 года был образован Специальный район Лючжоу (柳州专区), и уезд вошёл в его состав. В декабре 1952 года в провинции Гуанси был создан Гуйси-Чжуанский автономный район (桂西壮族自治区), и Специальный район Лючжоу вошёл в его состав.
В 1953 году Специальный район Лючжоу был расформирован, и уезд перешёл в состав Специального района Ишань (宜山专区) Гуйси-Чжуанского автономного района провинции Гуанси. В 1956 году Гуйси-Чжуанский автономный район был переименован в Гуйси-Чжуанский автономный округ (桂西僮族自治州).
В 1958 году автономный округ был упразднён, а вся провинция Гуанси была преобразована в Гуанси-Чжуанский автономный район; при этом был расформирован Специальный район Ишань, и вновь создан Специальный район Лючжоу.
В 1971 году Специальный район Лючжоу был переименован в Округ Лючжоу (柳州地区).
Постановлением Госсовета КНР от 8 октября 1983 года уезд был передан в подчинение властям города Лючжоу.
19 ноября 2002 года город Лючжоу и часть земель бывшего округа Лючжоу были объединены в городской округ Лючжоу.

## Административное деление
Уезд делится на 9 посёлков, 2 волости и 1 национальную волость.

## Транспорт
В 2021 году введено в эксплуатацию 96-километровое скоростное шоссе Лючэн — Гуйлинь.